# کرن هندل
کِرِن هَندل (انگلیسی: Karen Handel؛ زادهٔ ۱۸ آوریل ۱۹۶۲) سیاست‌مدار و از اهالی کسب و کار آمریکایی است که به عنوان ۲۶امین وزیر ایالت جرجیا فعالیت کرد هم‌اکنون نماینده منتخب در مجلس نمایندگان ایالات متحده آمریکا از حوزه انتخابیه ششم جورجیا است. او عضو حزب جمهوری‌خواه است.